# Glenea nicanor
Glenea nicanor là một loài bọ cánh cứng trong họ Cerambycidae.